# Бэрд, Эдит
Эдит Элина Хелен Бэрд (англ. Edith Elina Helen Baird; урожд. Винтер-Вуд, англ. Winter-Wood, 22 февраля 1859, Брикстон — 1 февраля 1924, Пейнтон) — английская шахматистка и шахматный композитор.

## Биография
Эдит Бэрд появилась на свет в родовом имении Харестон Манор (англ. Hareston Manor) в Брикстоне рядом с Плимутом, младшая из трёх выживших детей в семье писателя и поэта Томаса Винтер-Вуда (англ. Thomas Winter-Wood, 1818—1905). Отец, мать (Элиза Энн, англ. Eliza Ann) и оба старших брата, Эдвард (англ. Edward J. Winter-Wood, 1847—1920) и Карслейк (англ. Carslake Winter-Wood, 1849—1924) вместе с Эдит были пионерами игры в шахматы в Девоншире, Англия. Томас Винтер-Вуд — основатель (1881) и первый президент шахматного клуба Плимута, его сын Карслейк был секретарём и казначеем клуба. Эдвард Винтер-Вуд в 1909 году был избран президентом шахматной ассоциации Девоншира.
Ранние годы Эдит провела, путешествуя с семьёй по стране, бывая на о. Гернси и во Франции. В шахматы научилась играть с самого раннего детства. В 1880 году вышла замуж за морского офицера У. Дж. Бэрда и переехала с ним в Брайтон. В следующем, 1881 году родился её единственный ребёнок — дочь Лилиан (1881—1977), в раннем возрасте также ставшая шахматисткой и шахматным композитором.
С 1888 года Эдит Бэрд опубликовала около 2 тысяч задач разных жанров: двух- и трёхходовки, изобразительные и условные задачи. Наряду с обычными задачами составляла ретракторы — задачи на взятие обратно одного или нескольких ходов. Автор книг по задачной композиции. На конкурсах удостоена 15 первых призов и ряда других отличий.
Успешно выступала в шахматных турнирах. Три года подряд становилась серебряной медалисткой шахмат Суссекса. В 1897 году выиграла женский чемпионат Суссекса. Кроме шахмат увлекалась стрельбой из лука (была членом одного из клубов и регулярно выигрывала различные соревнования), была прекрасным художником и иллюстратором, ей передался отцовский талант писать стихи.
В конце своей жизни Эдит с братьями переехала в Пейнтон. Эдвард умер в июне 1920 года, в то время как Эдит и Карлслейк ушли из жизни в течение трёх недель февраля 1924 года. В некрологе Эдит Бэрд была названа «Королевой шахмат», самой выдающейся женщиной-шахматным композитором.

## Творчество
|   | a | b | c | d | e | f | g | h |   |
| - | --- | --- | --- | --- | --- | --- | --- | --- | - |
| 8 | c5 чёрный король · c4 белая пешка · c3 белый конь · c2 белый конь · g2 белый ферзь · d1 белый король | c5 чёрный король · c4 белая пешка · c3 белый конь · c2 белый конь · g2 белый ферзь · d1 белый король | c5 чёрный король · c4 белая пешка · c3 белый конь · c2 белый конь · g2 белый ферзь · d1 белый король | c5 чёрный король · c4 белая пешка · c3 белый конь · c2 белый конь · g2 белый ферзь · d1 белый король | c5 чёрный король · c4 белая пешка · c3 белый конь · c2 белый конь · g2 белый ферзь · d1 белый король | c5 чёрный король · c4 белая пешка · c3 белый конь · c2 белый конь · g2 белый ферзь · d1 белый король | c5 чёрный король · c4 белая пешка · c3 белый конь · c2 белый конь · g2 белый ферзь · d1 белый король | c5 чёрный король · c4 белая пешка · c3 белый конь · c2 белый конь · g2 белый ферзь · d1 белый король | 8 |
| 7 | c5 чёрный король · c4 белая пешка · c3 белый конь · c2 белый конь · g2 белый ферзь · d1 белый король | c5 чёрный король · c4 белая пешка · c3 белый конь · c2 белый конь · g2 белый ферзь · d1 белый король | c5 чёрный король · c4 белая пешка · c3 белый конь · c2 белый конь · g2 белый ферзь · d1 белый король | c5 чёрный король · c4 белая пешка · c3 белый конь · c2 белый конь · g2 белый ферзь · d1 белый король | c5 чёрный король · c4 белая пешка · c3 белый конь · c2 белый конь · g2 белый ферзь · d1 белый король | c5 чёрный король · c4 белая пешка · c3 белый конь · c2 белый конь · g2 белый ферзь · d1 белый король | c5 чёрный король · c4 белая пешка · c3 белый конь · c2 белый конь · g2 белый ферзь · d1 белый король | c5 чёрный король · c4 белая пешка · c3 белый конь · c2 белый конь · g2 белый ферзь · d1 белый король | 7 |
| 6 | c5 чёрный король · c4 белая пешка · c3 белый конь · c2 белый конь · g2 белый ферзь · d1 белый король | c5 чёрный король · c4 белая пешка · c3 белый конь · c2 белый конь · g2 белый ферзь · d1 белый король | c5 чёрный король · c4 белая пешка · c3 белый конь · c2 белый конь · g2 белый ферзь · d1 белый король | c5 чёрный король · c4 белая пешка · c3 белый конь · c2 белый конь · g2 белый ферзь · d1 белый король | c5 чёрный король · c4 белая пешка · c3 белый конь · c2 белый конь · g2 белый ферзь · d1 белый король | c5 чёрный король · c4 белая пешка · c3 белый конь · c2 белый конь · g2 белый ферзь · d1 белый король | c5 чёрный король · c4 белая пешка · c3 белый конь · c2 белый конь · g2 белый ферзь · d1 белый король | c5 чёрный король · c4 белая пешка · c3 белый конь · c2 белый конь · g2 белый ферзь · d1 белый король | 6 |
| 5 | c5 чёрный король · c4 белая пешка · c3 белый конь · c2 белый конь · g2 белый ферзь · d1 белый король | c5 чёрный король · c4 белая пешка · c3 белый конь · c2 белый конь · g2 белый ферзь · d1 белый король | c5 чёрный король · c4 белая пешка · c3 белый конь · c2 белый конь · g2 белый ферзь · d1 белый король | c5 чёрный король · c4 белая пешка · c3 белый конь · c2 белый конь · g2 белый ферзь · d1 белый король | c5 чёрный король · c4 белая пешка · c3 белый конь · c2 белый конь · g2 белый ферзь · d1 белый король | c5 чёрный король · c4 белая пешка · c3 белый конь · c2 белый конь · g2 белый ферзь · d1 белый король | c5 чёрный король · c4 белая пешка · c3 белый конь · c2 белый конь · g2 белый ферзь · d1 белый король | c5 чёрный король · c4 белая пешка · c3 белый конь · c2 белый конь · g2 белый ферзь · d1 белый король | 5 |
| 4 | c5 чёрный король · c4 белая пешка · c3 белый конь · c2 белый конь · g2 белый ферзь · d1 белый король | c5 чёрный король · c4 белая пешка · c3 белый конь · c2 белый конь · g2 белый ферзь · d1 белый король | c5 чёрный король · c4 белая пешка · c3 белый конь · c2 белый конь · g2 белый ферзь · d1 белый король | c5 чёрный король · c4 белая пешка · c3 белый конь · c2 белый конь · g2 белый ферзь · d1 белый король | c5 чёрный король · c4 белая пешка · c3 белый конь · c2 белый конь · g2 белый ферзь · d1 белый король | c5 чёрный король · c4 белая пешка · c3 белый конь · c2 белый конь · g2 белый ферзь · d1 белый король | c5 чёрный король · c4 белая пешка · c3 белый конь · c2 белый конь · g2 белый ферзь · d1 белый король | c5 чёрный король · c4 белая пешка · c3 белый конь · c2 белый конь · g2 белый ферзь · d1 белый король | 4 |
| 3 | c5 чёрный король · c4 белая пешка · c3 белый конь · c2 белый конь · g2 белый ферзь · d1 белый король | c5 чёрный король · c4 белая пешка · c3 белый конь · c2 белый конь · g2 белый ферзь · d1 белый король | c5 чёрный король · c4 белая пешка · c3 белый конь · c2 белый конь · g2 белый ферзь · d1 белый король | c5 чёрный король · c4 белая пешка · c3 белый конь · c2 белый конь · g2 белый ферзь · d1 белый король | c5 чёрный король · c4 белая пешка · c3 белый конь · c2 белый конь · g2 белый ферзь · d1 белый король | c5 чёрный король · c4 белая пешка · c3 белый конь · c2 белый конь · g2 белый ферзь · d1 белый король | c5 чёрный король · c4 белая пешка · c3 белый конь · c2 белый конь · g2 белый ферзь · d1 белый король | c5 чёрный король · c4 белая пешка · c3 белый конь · c2 белый конь · g2 белый ферзь · d1 белый король | 3 |
| 2 | c5 чёрный король · c4 белая пешка · c3 белый конь · c2 белый конь · g2 белый ферзь · d1 белый король | c5 чёрный король · c4 белая пешка · c3 белый конь · c2 белый конь · g2 белый ферзь · d1 белый король | c5 чёрный король · c4 белая пешка · c3 белый конь · c2 белый конь · g2 белый ферзь · d1 белый король | c5 чёрный король · c4 белая пешка · c3 белый конь · c2 белый конь · g2 белый ферзь · d1 белый король | c5 чёрный король · c4 белая пешка · c3 белый конь · c2 белый конь · g2 белый ферзь · d1 белый король | c5 чёрный король · c4 белая пешка · c3 белый конь · c2 белый конь · g2 белый ферзь · d1 белый король | c5 чёрный король · c4 белая пешка · c3 белый конь · c2 белый конь · g2 белый ферзь · d1 белый король | c5 чёрный король · c4 белая пешка · c3 белый конь · c2 белый конь · g2 белый ферзь · d1 белый король | 2 |
| 1 | c5 чёрный король · c4 белая пешка · c3 белый конь · c2 белый конь · g2 белый ферзь · d1 белый король | c5 чёрный король · c4 белая пешка · c3 белый конь · c2 белый конь · g2 белый ферзь · d1 белый король | c5 чёрный король · c4 белая пешка · c3 белый конь · c2 белый конь · g2 белый ферзь · d1 белый король | c5 чёрный король · c4 белая пешка · c3 белый конь · c2 белый конь · g2 белый ферзь · d1 белый король | c5 чёрный король · c4 белая пешка · c3 белый конь · c2 белый конь · g2 белый ферзь · d1 белый король | c5 чёрный король · c4 белая пешка · c3 белый конь · c2 белый конь · g2 белый ферзь · d1 белый король | c5 чёрный король · c4 белая пешка · c3 белый конь · c2 белый конь · g2 белый ферзь · d1 белый король | c5 чёрный король · c4 белая пешка · c3 белый конь · c2 белый конь · g2 белый ферзь · d1 белый король | 1 |
|   | a | b | c | d | e | f | g | h |   |

Наиболее известен успех Эдит Бэрд в международном конкурсе журнала The Hackney Mercury (1893) для трёхходовок с не более чем 6 фигурами, где она получила 1-й приз, опередив многих известных композиторов, среди них Б. Лоуса, Х. Мейера, Дж. Рейнера и других.
1.Фg7! Kpc6 2.c5 Kp:c5 3.Фc7#, 

1…Kp:c4 2.Фd4+ Kpb3 3.Фb4#, 

1…Kpb6 2.Kb5 Kpa5 3.Фa7#, 

1…Kpd6 2.Kb5+ Kpe6 3.Kcd4# 

(2…Kpc5 3.Фc7#)
|   | a | b | c | d | e | f | g | h |   |
| - | --- | --- | --- | --- | --- | --- | --- | --- | - |
| 8 | c8 чёрный слон · d8 чёрная ладья · a7 чёрный ферзь · b7 чёрная пешка · c7 чёрная ладья · d7 чёрный король · g7 чёрная пешка · h7 белая ладья · g6 белый слон · h6 чёрная пешка · a5 чёрный слон · c5 белый ферзь · f5 белый король · g5 белый конь · h5 белый конь · e4 белая пешка · c3 чёрная пешка · d3 чёрный конь · h2 чёрный конь · d1 белая ладья | c8 чёрный слон · d8 чёрная ладья · a7 чёрный ферзь · b7 чёрная пешка · c7 чёрная ладья · d7 чёрный король · g7 чёрная пешка · h7 белая ладья · g6 белый слон · h6 чёрная пешка · a5 чёрный слон · c5 белый ферзь · f5 белый король · g5 белый конь · h5 белый конь · e4 белая пешка · c3 чёрная пешка · d3 чёрный конь · h2 чёрный конь · d1 белая ладья | c8 чёрный слон · d8 чёрная ладья · a7 чёрный ферзь · b7 чёрная пешка · c7 чёрная ладья · d7 чёрный король · g7 чёрная пешка · h7 белая ладья · g6 белый слон · h6 чёрная пешка · a5 чёрный слон · c5 белый ферзь · f5 белый король · g5 белый конь · h5 белый конь · e4 белая пешка · c3 чёрная пешка · d3 чёрный конь · h2 чёрный конь · d1 белая ладья | c8 чёрный слон · d8 чёрная ладья · a7 чёрный ферзь · b7 чёрная пешка · c7 чёрная ладья · d7 чёрный король · g7 чёрная пешка · h7 белая ладья · g6 белый слон · h6 чёрная пешка · a5 чёрный слон · c5 белый ферзь · f5 белый король · g5 белый конь · h5 белый конь · e4 белая пешка · c3 чёрная пешка · d3 чёрный конь · h2 чёрный конь · d1 белая ладья | c8 чёрный слон · d8 чёрная ладья · a7 чёрный ферзь · b7 чёрная пешка · c7 чёрная ладья · d7 чёрный король · g7 чёрная пешка · h7 белая ладья · g6 белый слон · h6 чёрная пешка · a5 чёрный слон · c5 белый ферзь · f5 белый король · g5 белый конь · h5 белый конь · e4 белая пешка · c3 чёрная пешка · d3 чёрный конь · h2 чёрный конь · d1 белая ладья | c8 чёрный слон · d8 чёрная ладья · a7 чёрный ферзь · b7 чёрная пешка · c7 чёрная ладья · d7 чёрный король · g7 чёрная пешка · h7 белая ладья · g6 белый слон · h6 чёрная пешка · a5 чёрный слон · c5 белый ферзь · f5 белый король · g5 белый конь · h5 белый конь · e4 белая пешка · c3 чёрная пешка · d3 чёрный конь · h2 чёрный конь · d1 белая ладья | c8 чёрный слон · d8 чёрная ладья · a7 чёрный ферзь · b7 чёрная пешка · c7 чёрная ладья · d7 чёрный король · g7 чёрная пешка · h7 белая ладья · g6 белый слон · h6 чёрная пешка · a5 чёрный слон · c5 белый ферзь · f5 белый король · g5 белый конь · h5 белый конь · e4 белая пешка · c3 чёрная пешка · d3 чёрный конь · h2 чёрный конь · d1 белая ладья | c8 чёрный слон · d8 чёрная ладья · a7 чёрный ферзь · b7 чёрная пешка · c7 чёрная ладья · d7 чёрный король · g7 чёрная пешка · h7 белая ладья · g6 белый слон · h6 чёрная пешка · a5 чёрный слон · c5 белый ферзь · f5 белый король · g5 белый конь · h5 белый конь · e4 белая пешка · c3 чёрная пешка · d3 чёрный конь · h2 чёрный конь · d1 белая ладья | 8 |
| 7 | c8 чёрный слон · d8 чёрная ладья · a7 чёрный ферзь · b7 чёрная пешка · c7 чёрная ладья · d7 чёрный король · g7 чёрная пешка · h7 белая ладья · g6 белый слон · h6 чёрная пешка · a5 чёрный слон · c5 белый ферзь · f5 белый король · g5 белый конь · h5 белый конь · e4 белая пешка · c3 чёрная пешка · d3 чёрный конь · h2 чёрный конь · d1 белая ладья | c8 чёрный слон · d8 чёрная ладья · a7 чёрный ферзь · b7 чёрная пешка · c7 чёрная ладья · d7 чёрный король · g7 чёрная пешка · h7 белая ладья · g6 белый слон · h6 чёрная пешка · a5 чёрный слон · c5 белый ферзь · f5 белый король · g5 белый конь · h5 белый конь · e4 белая пешка · c3 чёрная пешка · d3 чёрный конь · h2 чёрный конь · d1 белая ладья | c8 чёрный слон · d8 чёрная ладья · a7 чёрный ферзь · b7 чёрная пешка · c7 чёрная ладья · d7 чёрный король · g7 чёрная пешка · h7 белая ладья · g6 белый слон · h6 чёрная пешка · a5 чёрный слон · c5 белый ферзь · f5 белый король · g5 белый конь · h5 белый конь · e4 белая пешка · c3 чёрная пешка · d3 чёрный конь · h2 чёрный конь · d1 белая ладья | c8 чёрный слон · d8 чёрная ладья · a7 чёрный ферзь · b7 чёрная пешка · c7 чёрная ладья · d7 чёрный король · g7 чёрная пешка · h7 белая ладья · g6 белый слон · h6 чёрная пешка · a5 чёрный слон · c5 белый ферзь · f5 белый король · g5 белый конь · h5 белый конь · e4 белая пешка · c3 чёрная пешка · d3 чёрный конь · h2 чёрный конь · d1 белая ладья | c8 чёрный слон · d8 чёрная ладья · a7 чёрный ферзь · b7 чёрная пешка · c7 чёрная ладья · d7 чёрный король · g7 чёрная пешка · h7 белая ладья · g6 белый слон · h6 чёрная пешка · a5 чёрный слон · c5 белый ферзь · f5 белый король · g5 белый конь · h5 белый конь · e4 белая пешка · c3 чёрная пешка · d3 чёрный конь · h2 чёрный конь · d1 белая ладья | c8 чёрный слон · d8 чёрная ладья · a7 чёрный ферзь · b7 чёрная пешка · c7 чёрная ладья · d7 чёрный король · g7 чёрная пешка · h7 белая ладья · g6 белый слон · h6 чёрная пешка · a5 чёрный слон · c5 белый ферзь · f5 белый король · g5 белый конь · h5 белый конь · e4 белая пешка · c3 чёрная пешка · d3 чёрный конь · h2 чёрный конь · d1 белая ладья | c8 чёрный слон · d8 чёрная ладья · a7 чёрный ферзь · b7 чёрная пешка · c7 чёрная ладья · d7 чёрный король · g7 чёрная пешка · h7 белая ладья · g6 белый слон · h6 чёрная пешка · a5 чёрный слон · c5 белый ферзь · f5 белый король · g5 белый конь · h5 белый конь · e4 белая пешка · c3 чёрная пешка · d3 чёрный конь · h2 чёрный конь · d1 белая ладья | c8 чёрный слон · d8 чёрная ладья · a7 чёрный ферзь · b7 чёрная пешка · c7 чёрная ладья · d7 чёрный король · g7 чёрная пешка · h7 белая ладья · g6 белый слон · h6 чёрная пешка · a5 чёрный слон · c5 белый ферзь · f5 белый король · g5 белый конь · h5 белый конь · e4 белая пешка · c3 чёрная пешка · d3 чёрный конь · h2 чёрный конь · d1 белая ладья | 7 |
| 6 | c8 чёрный слон · d8 чёрная ладья · a7 чёрный ферзь · b7 чёрная пешка · c7 чёрная ладья · d7 чёрный король · g7 чёрная пешка · h7 белая ладья · g6 белый слон · h6 чёрная пешка · a5 чёрный слон · c5 белый ферзь · f5 белый король · g5 белый конь · h5 белый конь · e4 белая пешка · c3 чёрная пешка · d3 чёрный конь · h2 чёрный конь · d1 белая ладья | c8 чёрный слон · d8 чёрная ладья · a7 чёрный ферзь · b7 чёрная пешка · c7 чёрная ладья · d7 чёрный король · g7 чёрная пешка · h7 белая ладья · g6 белый слон · h6 чёрная пешка · a5 чёрный слон · c5 белый ферзь · f5 белый король · g5 белый конь · h5 белый конь · e4 белая пешка · c3 чёрная пешка · d3 чёрный конь · h2 чёрный конь · d1 белая ладья | c8 чёрный слон · d8 чёрная ладья · a7 чёрный ферзь · b7 чёрная пешка · c7 чёрная ладья · d7 чёрный король · g7 чёрная пешка · h7 белая ладья · g6 белый слон · h6 чёрная пешка · a5 чёрный слон · c5 белый ферзь · f5 белый король · g5 белый конь · h5 белый конь · e4 белая пешка · c3 чёрная пешка · d3 чёрный конь · h2 чёрный конь · d1 белая ладья | c8 чёрный слон · d8 чёрная ладья · a7 чёрный ферзь · b7 чёрная пешка · c7 чёрная ладья · d7 чёрный король · g7 чёрная пешка · h7 белая ладья · g6 белый слон · h6 чёрная пешка · a5 чёрный слон · c5 белый ферзь · f5 белый король · g5 белый конь · h5 белый конь · e4 белая пешка · c3 чёрная пешка · d3 чёрный конь · h2 чёрный конь · d1 белая ладья | c8 чёрный слон · d8 чёрная ладья · a7 чёрный ферзь · b7 чёрная пешка · c7 чёрная ладья · d7 чёрный король · g7 чёрная пешка · h7 белая ладья · g6 белый слон · h6 чёрная пешка · a5 чёрный слон · c5 белый ферзь · f5 белый король · g5 белый конь · h5 белый конь · e4 белая пешка · c3 чёрная пешка · d3 чёрный конь · h2 чёрный конь · d1 белая ладья | c8 чёрный слон · d8 чёрная ладья · a7 чёрный ферзь · b7 чёрная пешка · c7 чёрная ладья · d7 чёрный король · g7 чёрная пешка · h7 белая ладья · g6 белый слон · h6 чёрная пешка · a5 чёрный слон · c5 белый ферзь · f5 белый король · g5 белый конь · h5 белый конь · e4 белая пешка · c3 чёрная пешка · d3 чёрный конь · h2 чёрный конь · d1 белая ладья | c8 чёрный слон · d8 чёрная ладья · a7 чёрный ферзь · b7 чёрная пешка · c7 чёрная ладья · d7 чёрный король · g7 чёрная пешка · h7 белая ладья · g6 белый слон · h6 чёрная пешка · a5 чёрный слон · c5 белый ферзь · f5 белый король · g5 белый конь · h5 белый конь · e4 белая пешка · c3 чёрная пешка · d3 чёрный конь · h2 чёрный конь · d1 белая ладья | c8 чёрный слон · d8 чёрная ладья · a7 чёрный ферзь · b7 чёрная пешка · c7 чёрная ладья · d7 чёрный король · g7 чёрная пешка · h7 белая ладья · g6 белый слон · h6 чёрная пешка · a5 чёрный слон · c5 белый ферзь · f5 белый король · g5 белый конь · h5 белый конь · e4 белая пешка · c3 чёрная пешка · d3 чёрный конь · h2 чёрный конь · d1 белая ладья | 6 |
| 5 | c8 чёрный слон · d8 чёрная ладья · a7 чёрный ферзь · b7 чёрная пешка · c7 чёрная ладья · d7 чёрный король · g7 чёрная пешка · h7 белая ладья · g6 белый слон · h6 чёрная пешка · a5 чёрный слон · c5 белый ферзь · f5 белый король · g5 белый конь · h5 белый конь · e4 белая пешка · c3 чёрная пешка · d3 чёрный конь · h2 чёрный конь · d1 белая ладья | c8 чёрный слон · d8 чёрная ладья · a7 чёрный ферзь · b7 чёрная пешка · c7 чёрная ладья · d7 чёрный король · g7 чёрная пешка · h7 белая ладья · g6 белый слон · h6 чёрная пешка · a5 чёрный слон · c5 белый ферзь · f5 белый король · g5 белый конь · h5 белый конь · e4 белая пешка · c3 чёрная пешка · d3 чёрный конь · h2 чёрный конь · d1 белая ладья | c8 чёрный слон · d8 чёрная ладья · a7 чёрный ферзь · b7 чёрная пешка · c7 чёрная ладья · d7 чёрный король · g7 чёрная пешка · h7 белая ладья · g6 белый слон · h6 чёрная пешка · a5 чёрный слон · c5 белый ферзь · f5 белый король · g5 белый конь · h5 белый конь · e4 белая пешка · c3 чёрная пешка · d3 чёрный конь · h2 чёрный конь · d1 белая ладья | c8 чёрный слон · d8 чёрная ладья · a7 чёрный ферзь · b7 чёрная пешка · c7 чёрная ладья · d7 чёрный король · g7 чёрная пешка · h7 белая ладья · g6 белый слон · h6 чёрная пешка · a5 чёрный слон · c5 белый ферзь · f5 белый король · g5 белый конь · h5 белый конь · e4 белая пешка · c3 чёрная пешка · d3 чёрный конь · h2 чёрный конь · d1 белая ладья | c8 чёрный слон · d8 чёрная ладья · a7 чёрный ферзь · b7 чёрная пешка · c7 чёрная ладья · d7 чёрный король · g7 чёрная пешка · h7 белая ладья · g6 белый слон · h6 чёрная пешка · a5 чёрный слон · c5 белый ферзь · f5 белый король · g5 белый конь · h5 белый конь · e4 белая пешка · c3 чёрная пешка · d3 чёрный конь · h2 чёрный конь · d1 белая ладья | c8 чёрный слон · d8 чёрная ладья · a7 чёрный ферзь · b7 чёрная пешка · c7 чёрная ладья · d7 чёрный король · g7 чёрная пешка · h7 белая ладья · g6 белый слон · h6 чёрная пешка · a5 чёрный слон · c5 белый ферзь · f5 белый король · g5 белый конь · h5 белый конь · e4 белая пешка · c3 чёрная пешка · d3 чёрный конь · h2 чёрный конь · d1 белая ладья | c8 чёрный слон · d8 чёрная ладья · a7 чёрный ферзь · b7 чёрная пешка · c7 чёрная ладья · d7 чёрный король · g7 чёрная пешка · h7 белая ладья · g6 белый слон · h6 чёрная пешка · a5 чёрный слон · c5 белый ферзь · f5 белый король · g5 белый конь · h5 белый конь · e4 белая пешка · c3 чёрная пешка · d3 чёрный конь · h2 чёрный конь · d1 белая ладья | c8 чёрный слон · d8 чёрная ладья · a7 чёрный ферзь · b7 чёрная пешка · c7 чёрная ладья · d7 чёрный король · g7 чёрная пешка · h7 белая ладья · g6 белый слон · h6 чёрная пешка · a5 чёрный слон · c5 белый ферзь · f5 белый король · g5 белый конь · h5 белый конь · e4 белая пешка · c3 чёрная пешка · d3 чёрный конь · h2 чёрный конь · d1 белая ладья | 5 |
| 4 | c8 чёрный слон · d8 чёрная ладья · a7 чёрный ферзь · b7 чёрная пешка · c7 чёрная ладья · d7 чёрный король · g7 чёрная пешка · h7 белая ладья · g6 белый слон · h6 чёрная пешка · a5 чёрный слон · c5 белый ферзь · f5 белый король · g5 белый конь · h5 белый конь · e4 белая пешка · c3 чёрная пешка · d3 чёрный конь · h2 чёрный конь · d1 белая ладья | c8 чёрный слон · d8 чёрная ладья · a7 чёрный ферзь · b7 чёрная пешка · c7 чёрная ладья · d7 чёрный король · g7 чёрная пешка · h7 белая ладья · g6 белый слон · h6 чёрная пешка · a5 чёрный слон · c5 белый ферзь · f5 белый король · g5 белый конь · h5 белый конь · e4 белая пешка · c3 чёрная пешка · d3 чёрный конь · h2 чёрный конь · d1 белая ладья | c8 чёрный слон · d8 чёрная ладья · a7 чёрный ферзь · b7 чёрная пешка · c7 чёрная ладья · d7 чёрный король · g7 чёрная пешка · h7 белая ладья · g6 белый слон · h6 чёрная пешка · a5 чёрный слон · c5 белый ферзь · f5 белый король · g5 белый конь · h5 белый конь · e4 белая пешка · c3 чёрная пешка · d3 чёрный конь · h2 чёрный конь · d1 белая ладья | c8 чёрный слон · d8 чёрная ладья · a7 чёрный ферзь · b7 чёрная пешка · c7 чёрная ладья · d7 чёрный король · g7 чёрная пешка · h7 белая ладья · g6 белый слон · h6 чёрная пешка · a5 чёрный слон · c5 белый ферзь · f5 белый король · g5 белый конь · h5 белый конь · e4 белая пешка · c3 чёрная пешка · d3 чёрный конь · h2 чёрный конь · d1 белая ладья | c8 чёрный слон · d8 чёрная ладья · a7 чёрный ферзь · b7 чёрная пешка · c7 чёрная ладья · d7 чёрный король · g7 чёрная пешка · h7 белая ладья · g6 белый слон · h6 чёрная пешка · a5 чёрный слон · c5 белый ферзь · f5 белый король · g5 белый конь · h5 белый конь · e4 белая пешка · c3 чёрная пешка · d3 чёрный конь · h2 чёрный конь · d1 белая ладья | c8 чёрный слон · d8 чёрная ладья · a7 чёрный ферзь · b7 чёрная пешка · c7 чёрная ладья · d7 чёрный король · g7 чёрная пешка · h7 белая ладья · g6 белый слон · h6 чёрная пешка · a5 чёрный слон · c5 белый ферзь · f5 белый король · g5 белый конь · h5 белый конь · e4 белая пешка · c3 чёрная пешка · d3 чёрный конь · h2 чёрный конь · d1 белая ладья | c8 чёрный слон · d8 чёрная ладья · a7 чёрный ферзь · b7 чёрная пешка · c7 чёрная ладья · d7 чёрный король · g7 чёрная пешка · h7 белая ладья · g6 белый слон · h6 чёрная пешка · a5 чёрный слон · c5 белый ферзь · f5 белый король · g5 белый конь · h5 белый конь · e4 белая пешка · c3 чёрная пешка · d3 чёрный конь · h2 чёрный конь · d1 белая ладья | c8 чёрный слон · d8 чёрная ладья · a7 чёрный ферзь · b7 чёрная пешка · c7 чёрная ладья · d7 чёрный король · g7 чёрная пешка · h7 белая ладья · g6 белый слон · h6 чёрная пешка · a5 чёрный слон · c5 белый ферзь · f5 белый король · g5 белый конь · h5 белый конь · e4 белая пешка · c3 чёрная пешка · d3 чёрный конь · h2 чёрный конь · d1 белая ладья | 4 |
| 3 | c8 чёрный слон · d8 чёрная ладья · a7 чёрный ферзь · b7 чёрная пешка · c7 чёрная ладья · d7 чёрный король · g7 чёрная пешка · h7 белая ладья · g6 белый слон · h6 чёрная пешка · a5 чёрный слон · c5 белый ферзь · f5 белый король · g5 белый конь · h5 белый конь · e4 белая пешка · c3 чёрная пешка · d3 чёрный конь · h2 чёрный конь · d1 белая ладья | c8 чёрный слон · d8 чёрная ладья · a7 чёрный ферзь · b7 чёрная пешка · c7 чёрная ладья · d7 чёрный король · g7 чёрная пешка · h7 белая ладья · g6 белый слон · h6 чёрная пешка · a5 чёрный слон · c5 белый ферзь · f5 белый король · g5 белый конь · h5 белый конь · e4 белая пешка · c3 чёрная пешка · d3 чёрный конь · h2 чёрный конь · d1 белая ладья | c8 чёрный слон · d8 чёрная ладья · a7 чёрный ферзь · b7 чёрная пешка · c7 чёрная ладья · d7 чёрный король · g7 чёрная пешка · h7 белая ладья · g6 белый слон · h6 чёрная пешка · a5 чёрный слон · c5 белый ферзь · f5 белый король · g5 белый конь · h5 белый конь · e4 белая пешка · c3 чёрная пешка · d3 чёрный конь · h2 чёрный конь · d1 белая ладья | c8 чёрный слон · d8 чёрная ладья · a7 чёрный ферзь · b7 чёрная пешка · c7 чёрная ладья · d7 чёрный король · g7 чёрная пешка · h7 белая ладья · g6 белый слон · h6 чёрная пешка · a5 чёрный слон · c5 белый ферзь · f5 белый король · g5 белый конь · h5 белый конь · e4 белая пешка · c3 чёрная пешка · d3 чёрный конь · h2 чёрный конь · d1 белая ладья | c8 чёрный слон · d8 чёрная ладья · a7 чёрный ферзь · b7 чёрная пешка · c7 чёрная ладья · d7 чёрный король · g7 чёрная пешка · h7 белая ладья · g6 белый слон · h6 чёрная пешка · a5 чёрный слон · c5 белый ферзь · f5 белый король · g5 белый конь · h5 белый конь · e4 белая пешка · c3 чёрная пешка · d3 чёрный конь · h2 чёрный конь · d1 белая ладья | c8 чёрный слон · d8 чёрная ладья · a7 чёрный ферзь · b7 чёрная пешка · c7 чёрная ладья · d7 чёрный король · g7 чёрная пешка · h7 белая ладья · g6 белый слон · h6 чёрная пешка · a5 чёрный слон · c5 белый ферзь · f5 белый король · g5 белый конь · h5 белый конь · e4 белая пешка · c3 чёрная пешка · d3 чёрный конь · h2 чёрный конь · d1 белая ладья | c8 чёрный слон · d8 чёрная ладья · a7 чёрный ферзь · b7 чёрная пешка · c7 чёрная ладья · d7 чёрный король · g7 чёрная пешка · h7 белая ладья · g6 белый слон · h6 чёрная пешка · a5 чёрный слон · c5 белый ферзь · f5 белый король · g5 белый конь · h5 белый конь · e4 белая пешка · c3 чёрная пешка · d3 чёрный конь · h2 чёрный конь · d1 белая ладья | c8 чёрный слон · d8 чёрная ладья · a7 чёрный ферзь · b7 чёрная пешка · c7 чёрная ладья · d7 чёрный король · g7 чёрная пешка · h7 белая ладья · g6 белый слон · h6 чёрная пешка · a5 чёрный слон · c5 белый ферзь · f5 белый король · g5 белый конь · h5 белый конь · e4 белая пешка · c3 чёрная пешка · d3 чёрный конь · h2 чёрный конь · d1 белая ладья | 3 |
| 2 | c8 чёрный слон · d8 чёрная ладья · a7 чёрный ферзь · b7 чёрная пешка · c7 чёрная ладья · d7 чёрный король · g7 чёрная пешка · h7 белая ладья · g6 белый слон · h6 чёрная пешка · a5 чёрный слон · c5 белый ферзь · f5 белый король · g5 белый конь · h5 белый конь · e4 белая пешка · c3 чёрная пешка · d3 чёрный конь · h2 чёрный конь · d1 белая ладья | c8 чёрный слон · d8 чёрная ладья · a7 чёрный ферзь · b7 чёрная пешка · c7 чёрная ладья · d7 чёрный король · g7 чёрная пешка · h7 белая ладья · g6 белый слон · h6 чёрная пешка · a5 чёрный слон · c5 белый ферзь · f5 белый король · g5 белый конь · h5 белый конь · e4 белая пешка · c3 чёрная пешка · d3 чёрный конь · h2 чёрный конь · d1 белая ладья | c8 чёрный слон · d8 чёрная ладья · a7 чёрный ферзь · b7 чёрная пешка · c7 чёрная ладья · d7 чёрный король · g7 чёрная пешка · h7 белая ладья · g6 белый слон · h6 чёрная пешка · a5 чёрный слон · c5 белый ферзь · f5 белый король · g5 белый конь · h5 белый конь · e4 белая пешка · c3 чёрная пешка · d3 чёрный конь · h2 чёрный конь · d1 белая ладья | c8 чёрный слон · d8 чёрная ладья · a7 чёрный ферзь · b7 чёрная пешка · c7 чёрная ладья · d7 чёрный король · g7 чёрная пешка · h7 белая ладья · g6 белый слон · h6 чёрная пешка · a5 чёрный слон · c5 белый ферзь · f5 белый король · g5 белый конь · h5 белый конь · e4 белая пешка · c3 чёрная пешка · d3 чёрный конь · h2 чёрный конь · d1 белая ладья | c8 чёрный слон · d8 чёрная ладья · a7 чёрный ферзь · b7 чёрная пешка · c7 чёрная ладья · d7 чёрный король · g7 чёрная пешка · h7 белая ладья · g6 белый слон · h6 чёрная пешка · a5 чёрный слон · c5 белый ферзь · f5 белый король · g5 белый конь · h5 белый конь · e4 белая пешка · c3 чёрная пешка · d3 чёрный конь · h2 чёрный конь · d1 белая ладья | c8 чёрный слон · d8 чёрная ладья · a7 чёрный ферзь · b7 чёрная пешка · c7 чёрная ладья · d7 чёрный король · g7 чёрная пешка · h7 белая ладья · g6 белый слон · h6 чёрная пешка · a5 чёрный слон · c5 белый ферзь · f5 белый король · g5 белый конь · h5 белый конь · e4 белая пешка · c3 чёрная пешка · d3 чёрный конь · h2 чёрный конь · d1 белая ладья | c8 чёрный слон · d8 чёрная ладья · a7 чёрный ферзь · b7 чёрная пешка · c7 чёрная ладья · d7 чёрный король · g7 чёрная пешка · h7 белая ладья · g6 белый слон · h6 чёрная пешка · a5 чёрный слон · c5 белый ферзь · f5 белый король · g5 белый конь · h5 белый конь · e4 белая пешка · c3 чёрная пешка · d3 чёрный конь · h2 чёрный конь · d1 белая ладья | c8 чёрный слон · d8 чёрная ладья · a7 чёрный ферзь · b7 чёрная пешка · c7 чёрная ладья · d7 чёрный король · g7 чёрная пешка · h7 белая ладья · g6 белый слон · h6 чёрная пешка · a5 чёрный слон · c5 белый ферзь · f5 белый король · g5 белый конь · h5 белый конь · e4 белая пешка · c3 чёрная пешка · d3 чёрный конь · h2 чёрный конь · d1 белая ладья | 2 |
| 1 | c8 чёрный слон · d8 чёрная ладья · a7 чёрный ферзь · b7 чёрная пешка · c7 чёрная ладья · d7 чёрный король · g7 чёрная пешка · h7 белая ладья · g6 белый слон · h6 чёрная пешка · a5 чёрный слон · c5 белый ферзь · f5 белый король · g5 белый конь · h5 белый конь · e4 белая пешка · c3 чёрная пешка · d3 чёрный конь · h2 чёрный конь · d1 белая ладья | c8 чёрный слон · d8 чёрная ладья · a7 чёрный ферзь · b7 чёрная пешка · c7 чёрная ладья · d7 чёрный король · g7 чёрная пешка · h7 белая ладья · g6 белый слон · h6 чёрная пешка · a5 чёрный слон · c5 белый ферзь · f5 белый король · g5 белый конь · h5 белый конь · e4 белая пешка · c3 чёрная пешка · d3 чёрный конь · h2 чёрный конь · d1 белая ладья | c8 чёрный слон · d8 чёрная ладья · a7 чёрный ферзь · b7 чёрная пешка · c7 чёрная ладья · d7 чёрный король · g7 чёрная пешка · h7 белая ладья · g6 белый слон · h6 чёрная пешка · a5 чёрный слон · c5 белый ферзь · f5 белый король · g5 белый конь · h5 белый конь · e4 белая пешка · c3 чёрная пешка · d3 чёрный конь · h2 чёрный конь · d1 белая ладья | c8 чёрный слон · d8 чёрная ладья · a7 чёрный ферзь · b7 чёрная пешка · c7 чёрная ладья · d7 чёрный король · g7 чёрная пешка · h7 белая ладья · g6 белый слон · h6 чёрная пешка · a5 чёрный слон · c5 белый ферзь · f5 белый король · g5 белый конь · h5 белый конь · e4 белая пешка · c3 чёрная пешка · d3 чёрный конь · h2 чёрный конь · d1 белая ладья | c8 чёрный слон · d8 чёрная ладья · a7 чёрный ферзь · b7 чёрная пешка · c7 чёрная ладья · d7 чёрный король · g7 чёрная пешка · h7 белая ладья · g6 белый слон · h6 чёрная пешка · a5 чёрный слон · c5 белый ферзь · f5 белый король · g5 белый конь · h5 белый конь · e4 белая пешка · c3 чёрная пешка · d3 чёрный конь · h2 чёрный конь · d1 белая ладья | c8 чёрный слон · d8 чёрная ладья · a7 чёрный ферзь · b7 чёрная пешка · c7 чёрная ладья · d7 чёрный король · g7 чёрная пешка · h7 белая ладья · g6 белый слон · h6 чёрная пешка · a5 чёрный слон · c5 белый ферзь · f5 белый король · g5 белый конь · h5 белый конь · e4 белая пешка · c3 чёрная пешка · d3 чёрный конь · h2 чёрный конь · d1 белая ладья | c8 чёрный слон · d8 чёрная ладья · a7 чёрный ферзь · b7 чёрная пешка · c7 чёрная ладья · d7 чёрный король · g7 чёрная пешка · h7 белая ладья · g6 белый слон · h6 чёрная пешка · a5 чёрный слон · c5 белый ферзь · f5 белый король · g5 белый конь · h5 белый конь · e4 белая пешка · c3 чёрная пешка · d3 чёрный конь · h2 чёрный конь · d1 белая ладья | c8 чёрный слон · d8 чёрная ладья · a7 чёрный ферзь · b7 чёрная пешка · c7 чёрная ладья · d7 чёрный король · g7 чёрная пешка · h7 белая ладья · g6 белый слон · h6 чёрная пешка · a5 чёрный слон · c5 белый ферзь · f5 белый король · g5 белый конь · h5 белый конь · e4 белая пешка · c3 чёрная пешка · d3 чёрный конь · h2 чёрный конь · d1 белая ладья | 1 |
|   | a | b | c | d | e | f | g | h |   |

1.Kf3 угроза 2.Фd6+ 

1…Ф:с5+ 2.Ке5+ 

1…Лf8+ 2.Kf6+ 

1…Cb4 2.Ф:c7+ 

1…Лc6 2.Фе7+ 

1…Л:с5+ 2.Ке5+ 

1…Фа6, Фb6 2.Kf6+ 

(1…K:f3 2.Фd6+)

## Книги Э. Бэрд

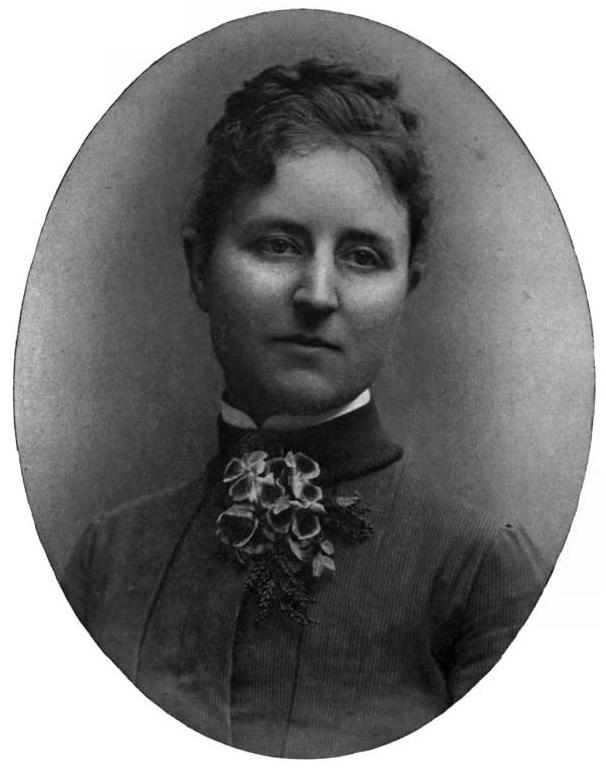
Портрет Эдит Бэрд на титульном листе её книги «700 шахматных задач»

- Baird E. Seven hundred chess problems.— London, 1902;
- Baird E. The Twentieth century retractor.— London, 1907.